# پالدو
پالدو (به آلمانی: Paldau) یک منطقهٔ مسکونی در اتریش است که در زودوست‌اشتایرمارک واقع شده‌است. پالدو ۲۳٫۶۷ کیلومتر مربع مساحت دارد ۳۰۹ متر بالاتر از سطح دریا واقع شده‌است.